# Burgstall Schlossberg (Degernbach)
Der Burgstall Schlossberg bezeichnet eine abgegangene mittelalterliche Höhenburg 900 m südwestlich der Pfarrkirche St. Andreas von Degernbach und unmittelbar östlich von Haushof, beides Gemeindeteile der niederbayerischen Stadt Bogen im Landkreis Straubing-Bogen. Die Anlage wird als Bodendenkmal unter der Aktennummer D-2-7042-0011 als „Burgstall des Mittelalters“ geführt. 

## Beschreibung
Auf einer nach Westen vorspringenden bewaldeten Bergzunge liegt der zweifach gegliederte Burgstall Schlossberg. Nach Norden, Westen und Südwesten ist das Burgareal durch einen Steilabfall geschützt, im Osten wird er durch einen bogenförmigen Halsgraben vom Hinterland abgetrennt und bildet ein Plateau von 30 m Durchmesser. Weiter nach Osten zu ist eine ähnlich große Vorburg vorgelagert. Auch diese ist nach Osten durch einen bogenförmigen Graben gesichert. Dieser läuft in den ersten Abschnittsgraben aus und besitzt im Südosten eine zusätzliche Öffnung. Nach Norden wird die Grabenkante von einem schwachen Wall begleitet.